# 塔爾西市鎮
塔爾西市鎮是拉脫維亞的市镇，位於該國西北部，行政中心为塔尔西。市镇面積为2,751平方公里，人口数量为35,699人（2021年）。

## 历史
塔爾西市鎮设立于2009年。2021年7月1日，塔爾西市鎮、敦達加市鎮、梅爾斯拉格斯市鎮及羅亞市鎮合并为新的塔爾西市鎮。新的市镇与2009年之前的塔尔西区范围相同。